# Extreme Honey
Extreme Honey (sottotitolato The Very Best of Warner Brothers Years) è un album di raccolta del musicista inglese Elvis Costello, pubblicato nel 1997.

## Tracce
Tutte le tracce sono di Elvis Costello, eccetto dove indicato.

1. The Bridge I Burned – 5:19
2. Veronica (Paul McCartney, Costello) – 3:09
3. Sulky Girl – 5:07
4. So Like Candy (McCartney, Costello) – 4:36
5. 13 Steps Lead Down – 3:18
6. All This Useless Beauty – 4:37
7. My Dark Life – 6:19
8. The Other Side of Summer – 3:55
9. Kinder Murder – 3:26
10. Deep Dark Truthful Mirror – 4:06
11. Hurry Down Doomsday (The Bugs Are Taking Over) (Costello, Jim Keltner) – 4:04
12. Poor Fractured Atlas – 4:01
13. The Birds Will Still Be Singing – 4:23
14. London's Brilliant Parade – 4:22
15. Tramp the Dirt Down – 5:40
16. Couldn't Call It Unexpected No. 4 – 3:50
17. I Want to Vanish – 3:15
18. All the Rage – 3:52